# Żal doskonały
Żal doskonały (łac. contritio) – ból z powodu popełnionego grzechu wynikający z miłości do Boga. Gładzi on wszystkie grzechy (także ciężkie) nawet wtedy, kiedy nie jest możliwe przystąpienie do spowiedzi, choć zakłada zarazem pragnienie tego sakramentu, kiedy tylko nadarzy się okazja. Temat ten podejmowali m.in. św. Tomasz z Akwinu oraz Sobór Trydencki. Jest jedyną formą odstępstwa, kiedy można przyjąć Komunię Świętą bez spowiedzi i wzbudzić w sobie żal doskonały, a kiedy nadarzy się okazja, należy przystąpić do spowiedzi w konfesjonale. Z tej możliwości mogą skorzystać katolicy przekonani, iż otrzymają rozgrzeszenie w konfesjonale.